# Provincia de Buyumbura Rural
La Provincia de Buyumbura Rural es una de las diecisiete Provincias de Burundi. La capital es Isale.

## Comunas con población en agosto de 2008
- Isale 78,740
- Kabezi 49,079
- Kanyosha 78,823
- Mubimbi 41,689
- Mugongomanga 27,985
- Mukike 24,660
- Mutambu 43,763
- Mutimbuzi 69,525
- Nyabiraba 50,554

- Datos: Q645043